# Visions (film, 2023)
Pour les articles homonymes, voir Visions.
Pour plus de détails, voir Fiche technique et Distribution.
Visions est un film français réalisé par Yann Gozlan, sorti en 2023.
Il est présenté en avant-première au festival du film francophone d'Angoulême avant sa sortie en salles.

## Synopsis
Estelle est une pilote de ligne expérimentée qui vit avec son mari Guilaume, médecin, dans une luxueuse villa de la Côte d'Azur. Entre deux vols long-courriers et les gardes à l'hôpital, le couple a une vie décousue qui complique leur projet d'avoir un enfant. Malgré le jet lag et quelques troubles du sommeil, Estelle s'entretient par le sport et a une vie bien organisée, mais elle fait des rêves étranges dont elle va rapidement s'apercevoir qu'ils sont prémonitoires. Un jour à l'aéroport de Nice-Côte d'Azur, elle croise par hasard Ana, une photographe avec laquelle elle a eu une aventure passionnée durant son adolescence. Elle va se laisser de nouveau séduire par son ex-compagne et commencer une double vie en se rendant régulièrement dans la maison d'Ana au bord de la mer. Mais Ana a une autre amante, l'artiste Johana Van Damaker, ce qui suscite la jalousie d'Estelle qui va faire des rêves de plus en plus violents, jusqu'à voir la mort d'Ana. Un jour, Ana va disparaitre et ne plus répondre au téléphone. Estelle va en être très perturbée jusqu'à perdre sa concentration au travail. Sa santé va se dégrader et ses rêves vont se mêler à des hallucinations. Malgré les recommandations de Guillaume qui voit sa femme sombrer sans en comprendre la raison, Estelle va s'assigner comme pilote d'un vol pour le Japon et tenter de retrouver Ana à une exposition de Johana à Tokyo.

## Fiche technique
Sauf indication contraire, les informations mentionnées dans cette section peuvent être confirmées par la base de données cinématographiques IMDb,  présente dans la section « Liens externes ».
- Titre original : Visions
- Réalisation : Yann Gozlan
- Scénario : Michel Fessler, Aurélie Valat, Jean-Baptiste Delafon et Yann Gozlan, avec la participation d'Audrey Diwan
- Musique : Philippe Rombi
- Direction artistique : Virginie Hernvann
- Décors : Thierry Flamand
- Costumes : Olivier Ligen
- Photographie : Antoine Sanier
- Montage : Valentin Féron
- Production : Thibault Gast, Éric Nebot et Matthias Weber
- Sociétés de production : 2425 Films, Eagles Team Entertainment et SND Films
- Société de distribution : SND (France)
- Budget : 8 980 000,00 $US en budget prévisionnel[1],[2]
- Pays de production :  France
- Langue originale : français
- Format : couleur
- Genre : thriller, drame
- Durée : 123 minutes
- Dates de sortie[3] :
  - France : 24 août 2023 (festival d'Angoulême) ; 6 septembre 2023

## Distribution
- Diane Kruger : Estelle
- Mathieu Kassovitz : Guillaume
- Marta Nieto : Ana
- Grégory Fitoussi : Marco
- Amira Casar : Johana Van Damaker
- Élodie Navarre : Charlotte
- Aleksandra Yermak : Isa
- Romain Fleury : le copilote
- Yun Lai : Hiroshi
- Adrien Malvoisin : le copilote
- Nathalie Richard : la psychologue

## Production
Le scénario est écrit par Michel Fessler, Aurélie Valat, Jean-Baptiste Delafon et Yann Gozlan, avec la collaboration d'Audrey Diwan.
Le tournage débute en mai 2022 pour une durée de 11 semaines. Les prises de vues ont principalement lieu à Martigues (notamment la plage Sainte-Croix), Toulon et Nice,.

## Sortie et accueil
Visions est présenté en avant-première au festival du film francophone d'Angoulême le 24 août 2023, avant sa sortie dans les salles françaises le 6 septembre 2023,. Il sera aussi projeté au festival du film de Zurich.

### Box-office
| Pays ou région | Box-office      | Date d'arrêt du box-office | Nombre de semaines |
| -------------- | --------------- | -------------------------- | ------------------ |
| France         | 170 639 entrées | 10 octobre 2023            | 5                  |
| Total mondial  | 1 040 571 $     | -                          | -                  |